# توموتاکا فوکاگاوا
توموتاکا فوکاگاوا (انگلیسی: Tomotaka Fukagawa؛ زادهٔ ۲۴ ژوئیهٔ ۱۹۷۲) بازیکن فوتبال اهل ژاپن است.
از باشگاه‌هایی که در آن بازی کرده‌است می‌توان به باشگاه فوتبال سرزو اوساکا و باشگاه فوتبال کونسادول ساپورو اشاره کرد.